# Oberonia trochopetala
Oberonia trochopetala är en orkidéart som beskrevs av François Gagnepain. Oberonia trochopetala ingår i släktet Oberonia och familjen orkidéer. Inga underarter finns listade i Catalogue of Life.